# Fonts baptismaux de Plougonver

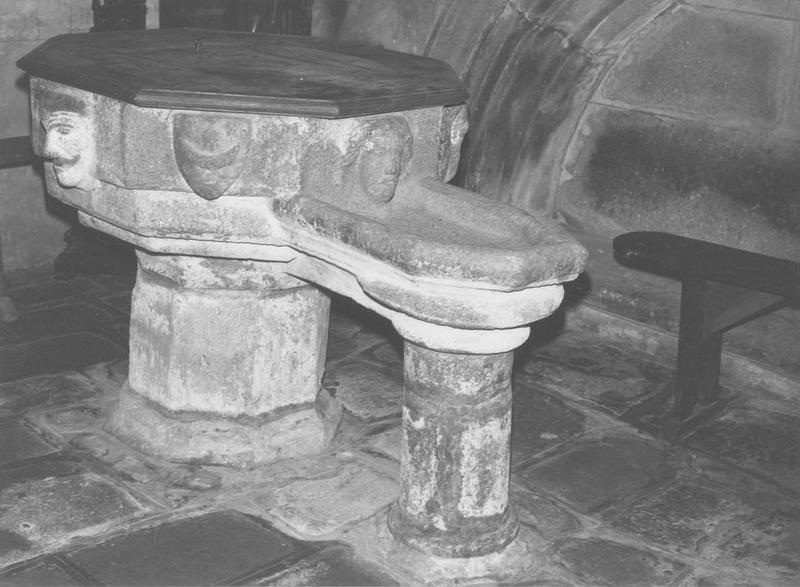
Fonts baptismaux de Plougonver

Les fonts baptismaux de l'église Saint-Pierre à Plougonver, une commune du département des Côtes-d'Armor dans la région Bretagne en France, datent du XVe siècle ou du XVIe siècle. Les fonts baptismaux en granite sont classés monuments historiques au titre d'objet depuis le 23 octobre 1989.